# 4873 Fukaya
4873 Fukaya este un asteroid din centura principală, descoperit pe 4 martie 1990 de Atsushi Sugie.